# Park Kultury i Wypoczynku im. Feliksa Szołdrskiego w Nowym Tomyślu
Park Kultury i Wypoczynku im. Feliksa Szołdrskiego – teren zielony we wschodniej części Nowego Tomyśla. W jego obrębie od 1974 na terenie parku działa Ogród Zoologiczny, zajmujący ponad 5 ha. Na terenie parku znajdują się dwa obiekty – stylizowany dworek myśliwski z drewna zbudowany w 1977 i zabytkowa chata olęderska z końca XVIII wieku. Oba wykorzystywane są przez Muzeum Wikliniarstwa i Chmielarstwa.

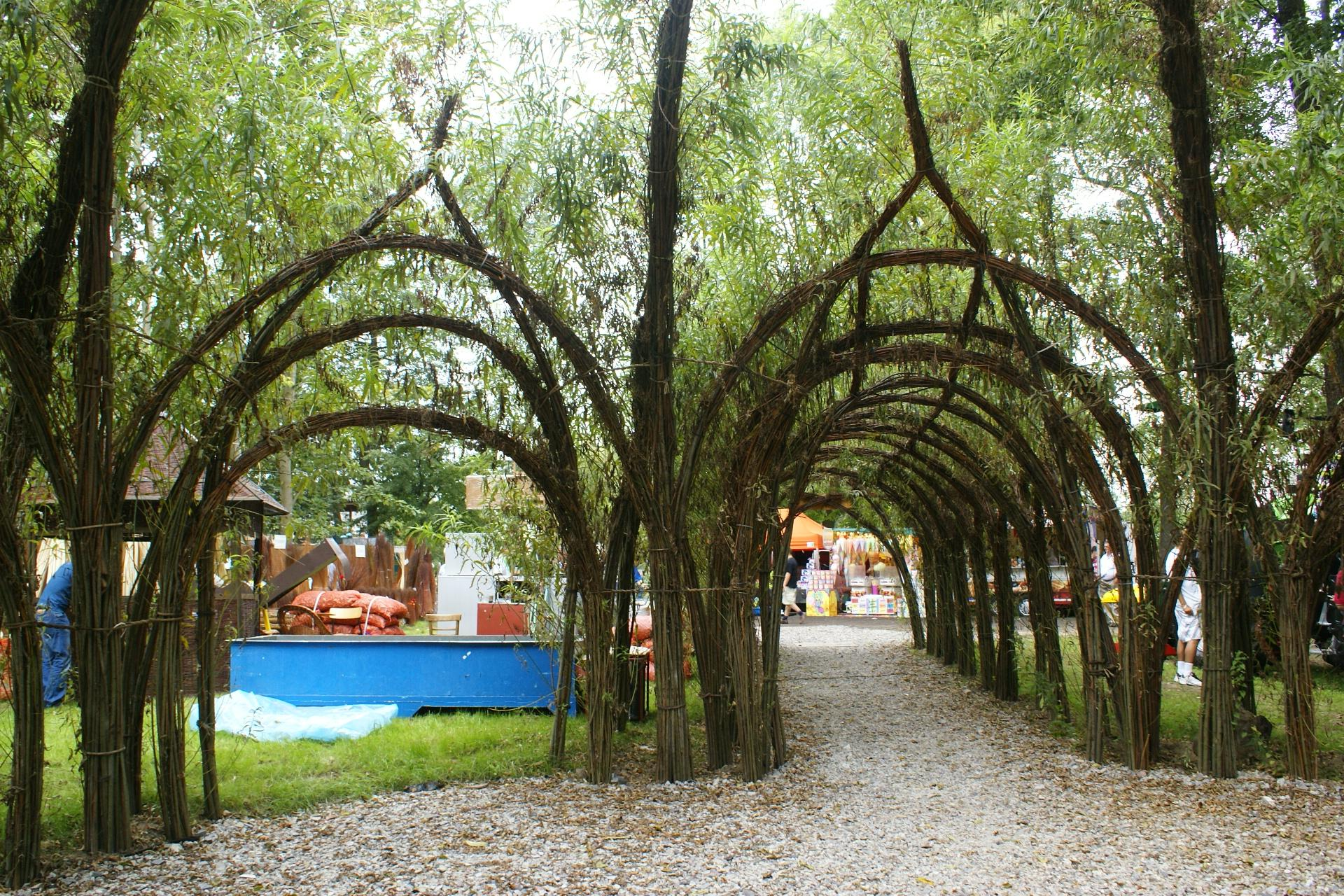
Instalacja z wikliny na terenie parku

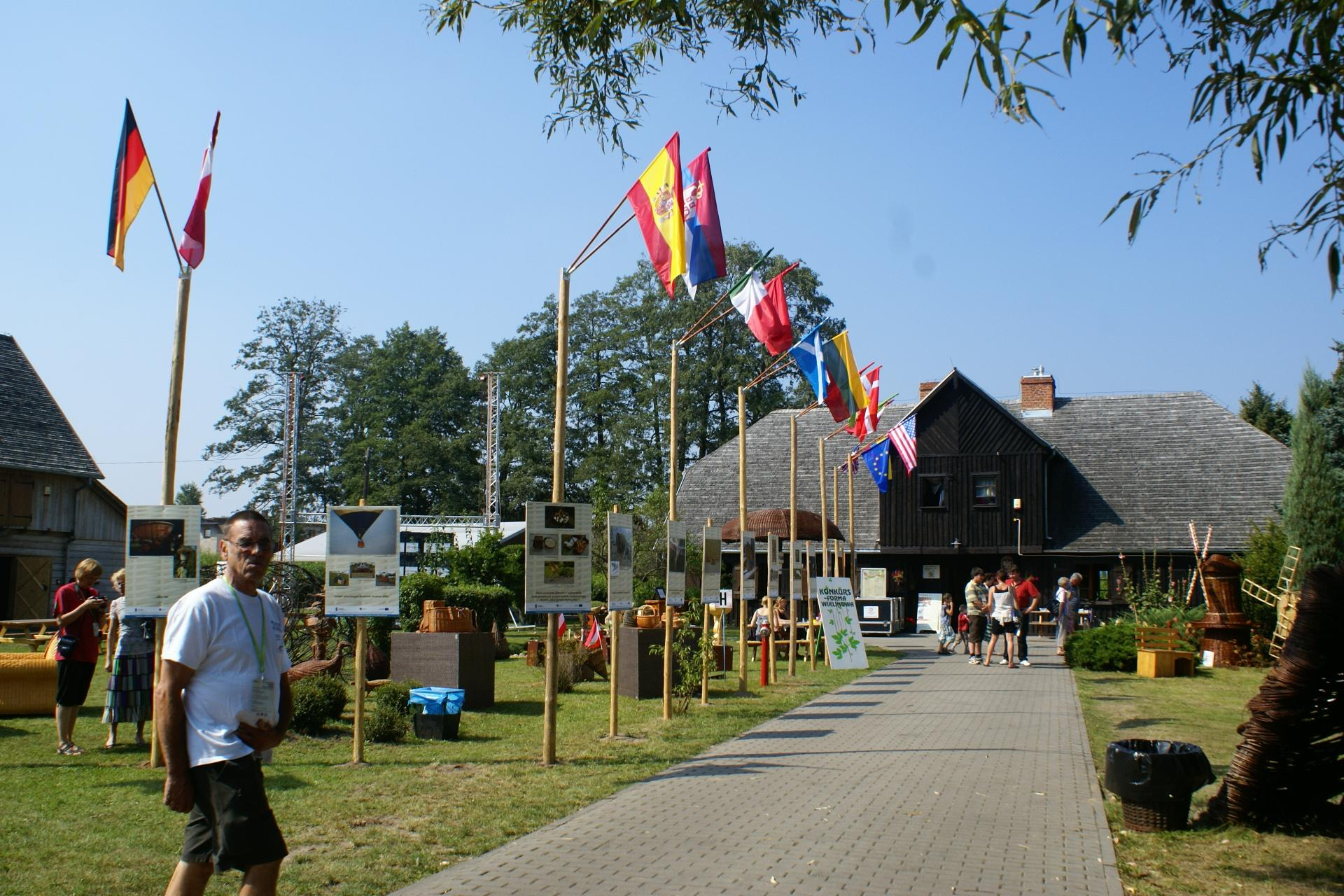
Muzeum Wikliniarstwa i Chmielarstwa

Parkiem administruje jednostka organizacyjna gminy Nowy Tomyśl o nazwie Park Miejski.
Park przecina szeroki deptak zakończony rondem z herbem Nowego Tomyśla.